# Lepidotheca altispina
Lepidotheca altispina är en nässeldjursart som beskrevs av Stephen D. Cairns 1991. Lepidotheca altispina ingår i släktet Lepidotheca och familjen Stylasteridae. Inga underarter finns listade i Catalogue of Life.